# Den forunderlige kvanteverden
Den forunderlige kvanteverden er en dansk dokumentarfilm fra 2013 instrueret af Lars Becker-Larsen.
Flere steder i filmen er der gengivet en dialog mellem Niels Bohr og Albert Einstein. Einstein var på besøg i København og blev hentet af Bohr på Hovedbanegården. De tog med sporvognslinje 1 og begyndte straks at diskutere. De skulle have været af på Trianglen men var så optaget af diskussionen, at de endte ved endestationen i Hellerup. Det fik Bohr til forbløffet at udbryde: "Det var mærkeligt! Vi har åbenbart passeret der, hvor vi skulle af - vi må køre med tilbage." Til brug for filmen blev sporvognsturen dramatiseret med optagelser på Sporvejsmuseet Skjoldenæsholm.

## Handling
I disse år udvikles en ny type computere, kaldet kvantecomputere. Et forskningssamarbejde over hele verden vil fuldstændig revolutionere den globale informationsteknologi ved at udnytte den gådefulde kvantefysik. Men egentlig udspringer fremtidens computere af en legendarisk dialog mellem Niels Bohr og Albert Einstein om kvantefysikkens verdensbillede, som tog sin begyndelse en dag i 1920. Disse to spor - udviklingen af supercomputere gennem forskning af kvantefysik og Einstein og Bohrs diskussioner om kvantefysik, binder denne film sammen, så vi forstår at inden længe vil verden igen forandre sig radikalt.

## Medvirkende
- Martin Greis - Albert Einstein[4]
- Thomas Biehl - Niels Bohr[4]
- Erik Storgaard - Konduktør[4]
- Erik Løkke Borg - Vognstyrer[4]